# Гиппокрена
Гиппокрена, др. назв. Иппокрена (греч. Ἵππου κρήνη,  Ἴπποκρήνη — конский источник) — священный источник на вершине Геликона в Беотии (Греция), по сказанию, забивший от удара копытом крылатого коня Пегаса. Для муз он был источником вдохновения. Раньше близ него находилась украшенная величественными статуями роща муз.
У трезенцев тоже был источник Гиппокрена, появившийся там, где Пегас ударил копытом. Ореста очищали водой из этого источника.
В честь источника Гиппокрена назван астероид (5085) Hippocrene, открытый 14 июля 1977 года Н. С. Черных в Крымской астрофизической обсерватории.